# Benizuri-e

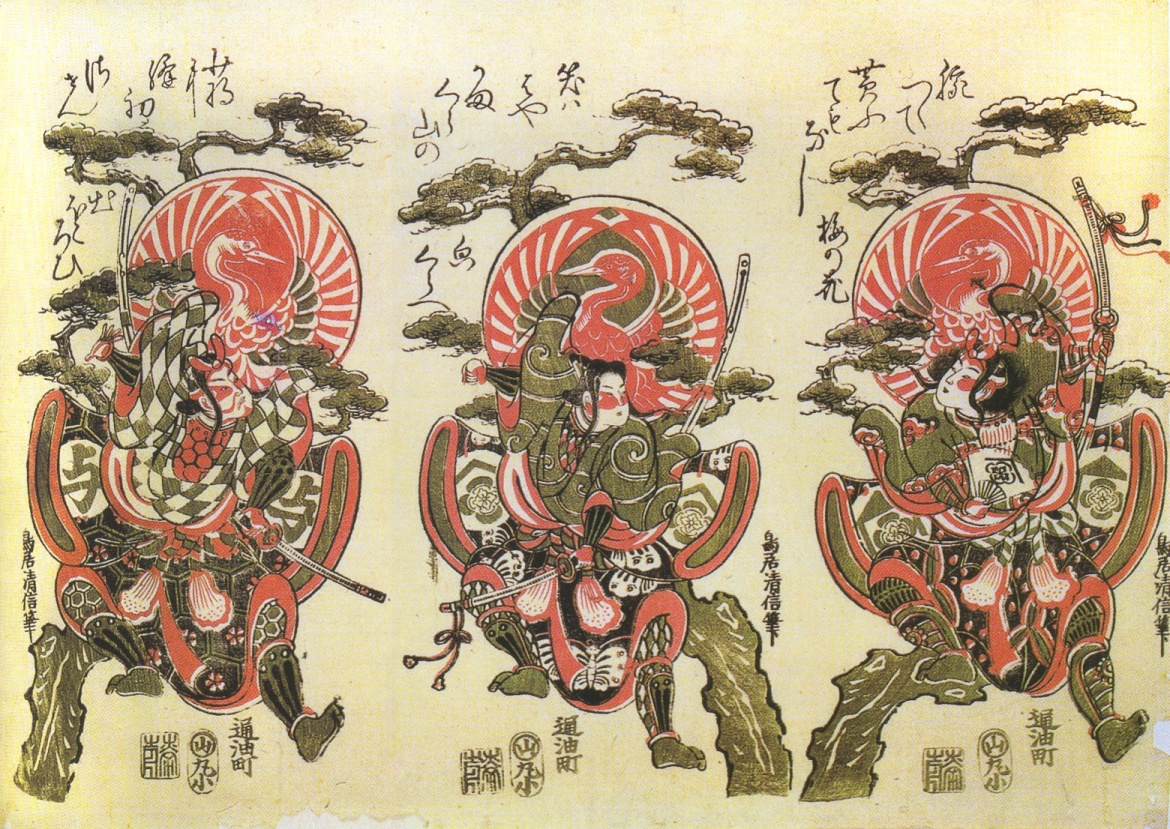
Một bản họa benizuri-e, Mitate no Soga: Juro, Goro, and Yoshihide, Torii Kiyonobu II (khoảng 1744–1751)

Benizuri-e (紅刷絵 "tranh in đỏ tươi") là một loại mộc bản họa ukiyo-e "nguyên thủy" của Nhật Bản. Trong đó màu sắc được sử dụng thường là màu đỏ (beni) và xanh lá cây, đôi khi có thêm màu khác được in hoặc thêm bằng tay. Việc sản xuất benizuri-e đạt đến đỉnh cao vào đầu những năm 1740. Torii Kiyohiro, Torii Kiyomitsu I, Torii Kiyonobu I, Okumura Masanobu, Nishimura Shigenaga, và Ishikawa Toyonobu là những nghệ sĩ gắn bó nhất với benizuri-e.

## Một số tác phẩm benizuri-e

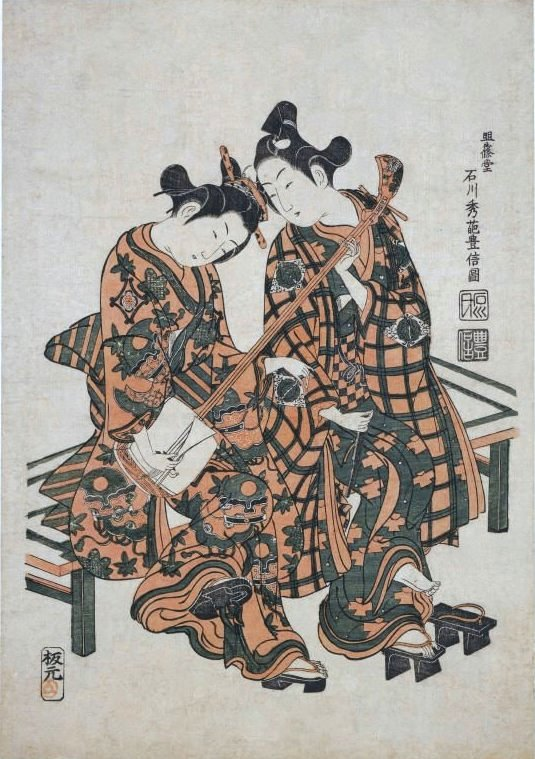
Tranh in mộc bản của Ishikawa Toyonobu về nghệ sĩ kịch kabuki Onoe Kikugorō I và Nakamura Kiyosaburō, trong vai cặp vợ chồng trẻ đang ngồi chơi shamisen, chữ ký 'Meijōdō Ishikawa Shūha Toyonobu zu', 1750-1758
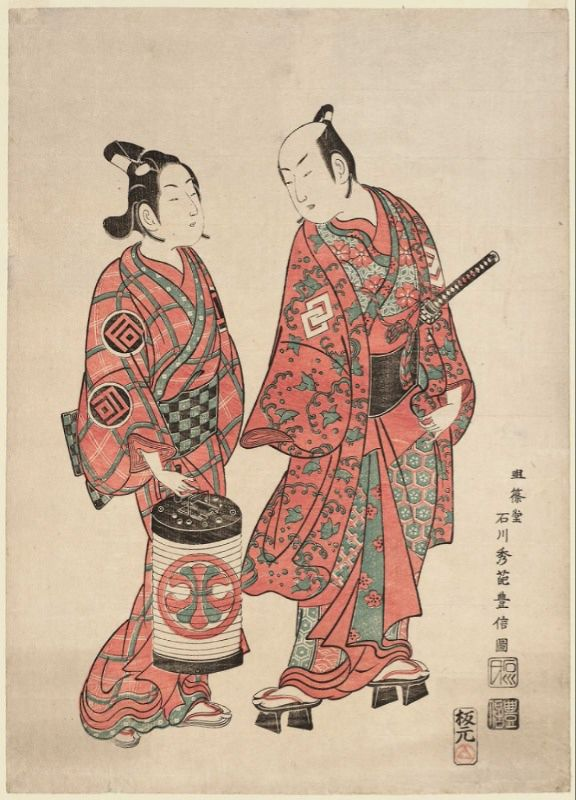
Một tác phẩm khác Ishikawa Toyonobu về nghệ sĩ kịch kabuki Nakamura Shichisaburō II và Sanogawa Ichimatsu, chữ ký 'Meijōdō Ishikawa Shūha Toyonobu zu', 1740s
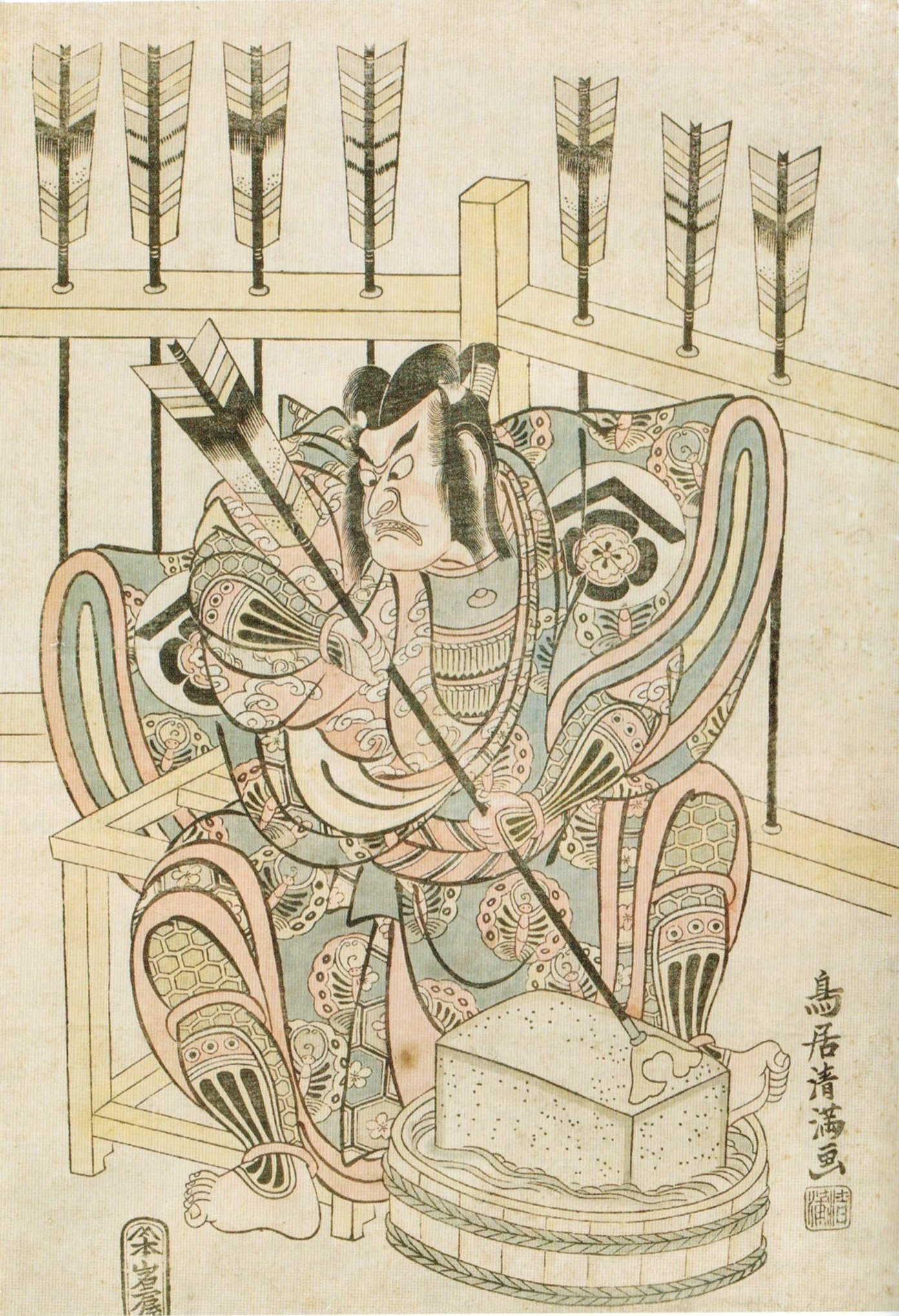
Kịch sĩ Ichikawa Ebizō II vào vai Yanone Gorō trong vơ kịch Koizome Sumidagawa, bởi Torii Kiyomitsu I, bảo tàng nghệ thuật Honolulu
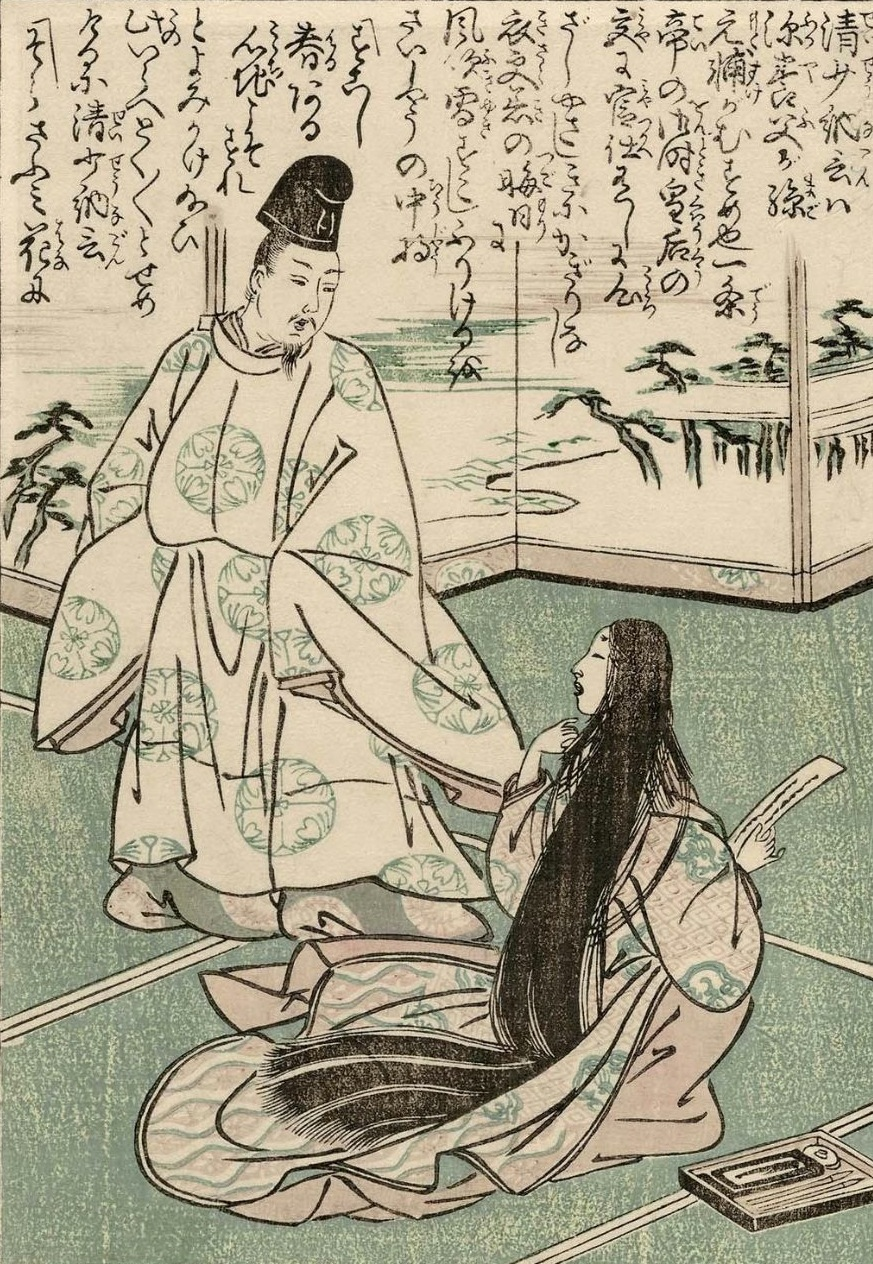
Mộc bức benizuri-e thế kỳ 18 về Sei Shōnagon, tác giả cuốn Truyện gối đầu, do Tsukioka Settei thực hiện